# 北方之星号列车
北方之星（法語：Étoile du Nord）是曾运营于法国巴黎至荷兰阿姆斯特丹间一班长途列车所使用的名称，最早由国际卧铺车公司自1927年起作为普尔曼快车开行，后因第二次世界大战的爆发而中断；1946年起，列车又以普通的快速列车类别重开，并在1957年升级为全欧快车。此后，列车亦曾相继被纳入城际列车及欧城列车等类别，直至1995年停运。其法文名称的字面意思为“北方之星”（北极星），这不仅寓意其运营线路是在巴黎以北行驶，同时也用以形容其最初的运营商之一法国北方铁路。

## 普尔曼快车
北方之星号的前身是自1924年起运行于巴黎至布鲁塞尔的一班快速列车（Rapide），由法国北方铁路及比利时国家铁路共同开行。这一时期由于普尔曼列车在英国运用的反响良好，国际卧铺车公司自1925年起也开始在欧洲大陆推行普尔曼列车网络。在1926年在巴黎至加来间开行的金色之箭号列车获得较高的运营收益后，国际卧铺车公司即着手与法国北方铁路、比利时国家铁路和荷兰铁路共同协调，在巴黎经布鲁塞尔和安特卫普至荷兰的这条繁忙的线路中开行普尔曼快车。它按巴黎发车的方向被命名为“北方之星”，同时也被称作“北极星号”。

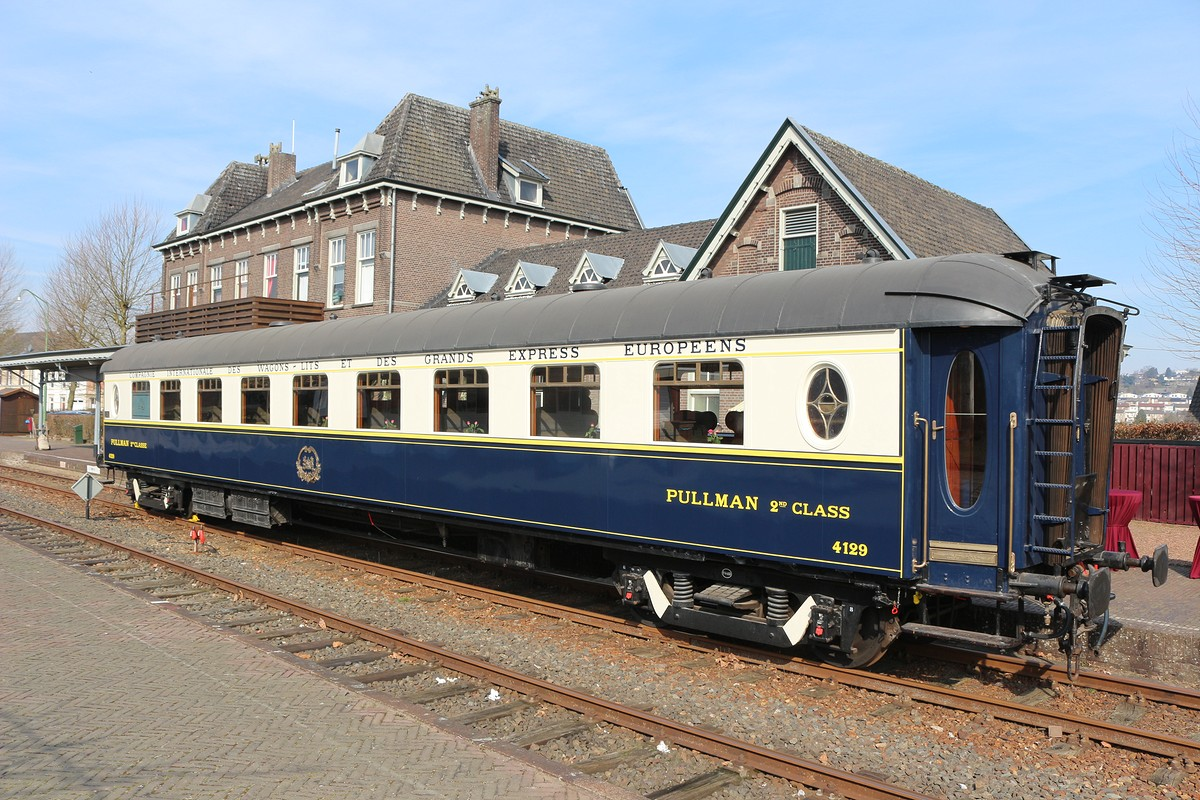
北方之星号所使用的普尔曼车厢

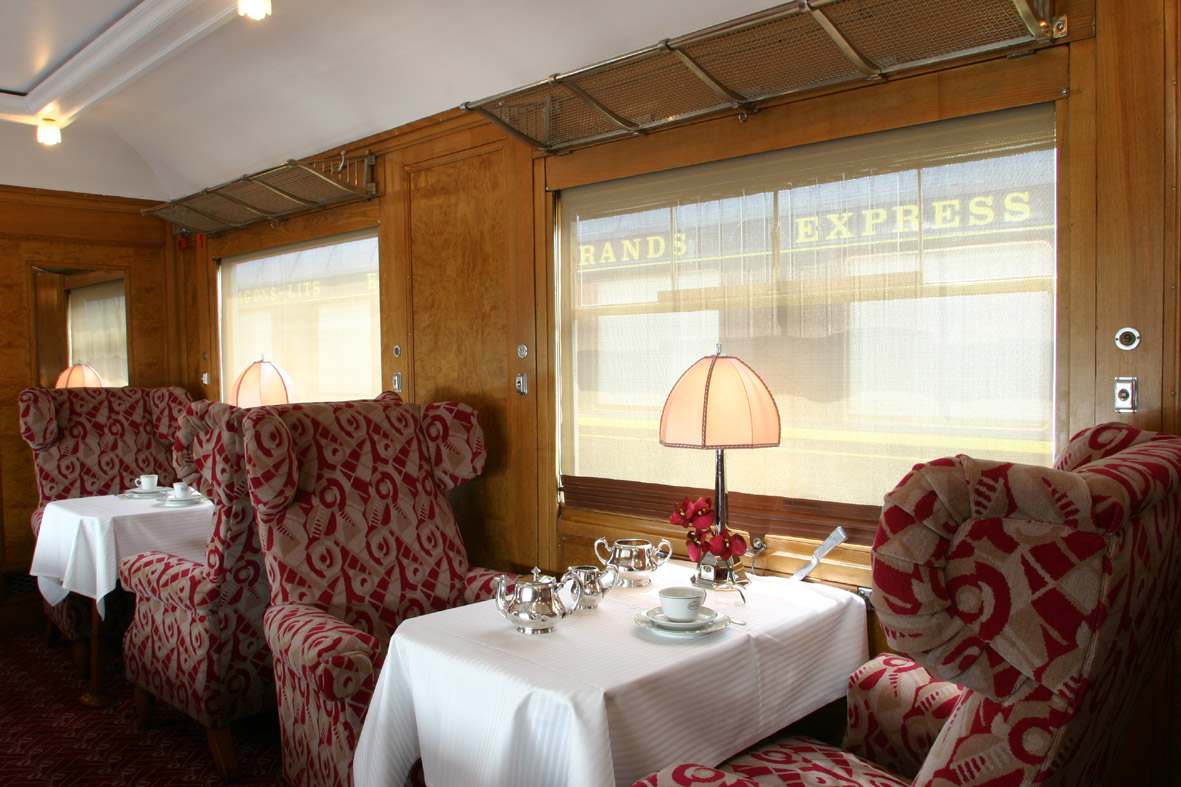
“北方之星型”普尔曼车厢内饰

国际卧铺车公司在这班豪华列车及普尔曼车厢中首次使用当时的二等车厢等级。而在此前开行的列车中，均仅搭载专门的一等席别的车厢。因此，国际卧铺车公司的一等席别列车会使用此前购入的车厢，而北方之星号和其它计划开行的普尔曼列车则使用在1927年初从伯明翰铁路客运及货运车厢公司（Birmingham Railway Carriage and Wagon Company）购入的40节新车厢，其中二等席别车型专门以“北方之星”命名。根据普尔曼车厢的“座位送餐”服务原则，列车编组中不设独立的餐车，而是在部分车厢中配备厨房。其中配备厨房的车厢和不配备厨房的车厢会采取间隔编组，这一形式也被称为“偶联”（Couplage）编组。
北方之星号于1927年5月5日首次完成运行，然而在首发之旅中，列车在布鲁塞尔经停了约3个小时。在此期间，比利时国家铁路为主礼嘉宾举行了招待酒会。其定期运营服务则始于同年5月15日。列车在巴黎及阿姆斯特丹的发车时间均设于上午较晚时候，它们会在当日傍晚时分抵达目的地。列车最初的车厢编组包括采取偶联形式的两节一等车和四节二等车，以及列首和列尾各一节行李车。很快，列车由于客运量过大而又增加了两节偶联的一等车。因此北方之星共有10节编组，成为最长的普尔曼列车之一。由于旅客需求持续高企，尤其是在南段部分，使得国际卧铺车公司在1929年5月又开行了第二班普尔曼列车青鸟号，运行于巴黎－布鲁塞尔－安特卫普之间。国际卧铺车公司对于其普尔曼列车的运用作出了大量努力，包括邀请著名的海报艺术家卡桑德尔为其设计宣传海报。
即便在第二次世界大战前夕，北方之星也没有中止在巴黎北站至布鲁塞尔南站之间的定期运行。这也是首列不需要在边境车站经停的国际列车，其护照检查及海关管制均在行进的列车中进行，行李则在出发前和抵达后清关。直至战争爆发，北方之星号及青鸟号仍然维持定期运营，从而成为欧洲铁路网络中的特例之一。同时由于其尽可能的节省时间运行，也使它成为当时欧洲平均速度最快的列车，其运行全程约需时七至八个小时。
随着第二次世界大战的全面爆发，北方之星号在1939年9月3日作最后一次运行后与其它所有的普尔曼列车共同被迫停运。战争结束后，北方之星号于1946年重新投入服务。然而它不再作为普尔曼快车运营，而是被纳入普通的快速列车类别。其编组也由普通的一等、二等席别车厢及餐车取代了此前的偶联式普尔曼车厢。

## 全欧快车
随着全欧快车类别的引入，北方之星号在1957年6月2日也成为了这个网络的一部分。然而其运行时刻已被改变。此时列车在早晨由阿姆斯特丹开往巴黎，并在午后抵达。稍作休整后，列车又在午后由巴黎开往阿姆斯特丹，并在傍晚抵达。在现行的运行时表中，列车仍然显示为不带名称的快速列车类别，并使用部分普尔曼车厢直至1963年。

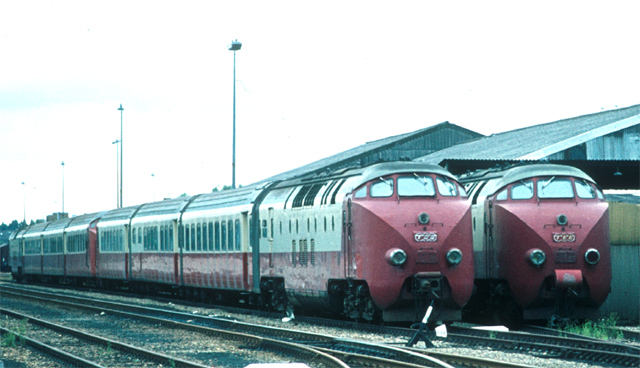
北方之星号在1957年至1964年使用的DE IV型柴联车

全欧快车类别的北方之星号最初使用荷兰铁路DE IV型柴联车担当运营任务。相比起此前由蒸汽机车牵引的运营方式，运行速度得到明显的加快，单程行车时间被缩短为5个半小时。然而，该车辆相对于这条极受欢迎的路线而言显得过短小，车内往往拥挤不堪。在受到众多旅客的投诉后，北方之星于1958年3月1日以相同的名义开行了巴黎至布鲁塞尔间的支援列车，发车时间与主车仅相隔数分钟。由于没有更多的DE IV型柴联车，这项服务由法国国家铁路提供的X2700型柴联车担当。
随着巴黎经布鲁塞尔至阿姆斯特丹的线路电气化改造，北方之星号自1964年起开始转用由电力机车牵引的推挽式车厢。其编组使用专为这条线路订造的全新PBA（即巴黎、布鲁塞尔及阿姆斯特丹的首字母缩写）型不锈钢车厢搭配同样为新造的CC 40100型电力机车，这是一款多电流制式的干线机车，可匹配法国、比利时及荷兰的电气化系统。此外比利时国家铁路15型电力机车偶尔也会担当牵引任务。至此列车的单程运行时间被缩短至5小时。在1974年的冬季时刻表中，法国国家铁路更换了车厢結構，改用米斯特拉尔69型车厢，列车的舒适程度再次得到显著提升。
以下为北方之星号在1971年冬季的时刻表：
| TEE82次 | TEE82次 | 停靠站         | TEE85次 | TEE85次 |
| 里程    | 时刻    | 停靠站         | 时刻    | 里程    |
| ------- | ------- | -------------- | ------- | ------- |
| 0       | 08:58   | 阿姆斯特丹     | 22:45   | 543     |
| 63      | 09:36   | 海牙           | 22:07   | 480     |
| 86      | 09:53   | 鹿特丹         | 21:51   | 457     |
| 144     | 10:31   | 罗森达尔       | 21:14   | 399     |
| 183     | 10:56   | 安特卫普       | 20:49   | 360     |
| 227     | 11:25   | 布鲁塞尔（北） | 20:18   | 316     |
| 233     | 11:32   | 布鲁塞尔（南） | 20:05   | 310     |
| 543     | 14:02   | 巴黎           | 17:45   | 0       |

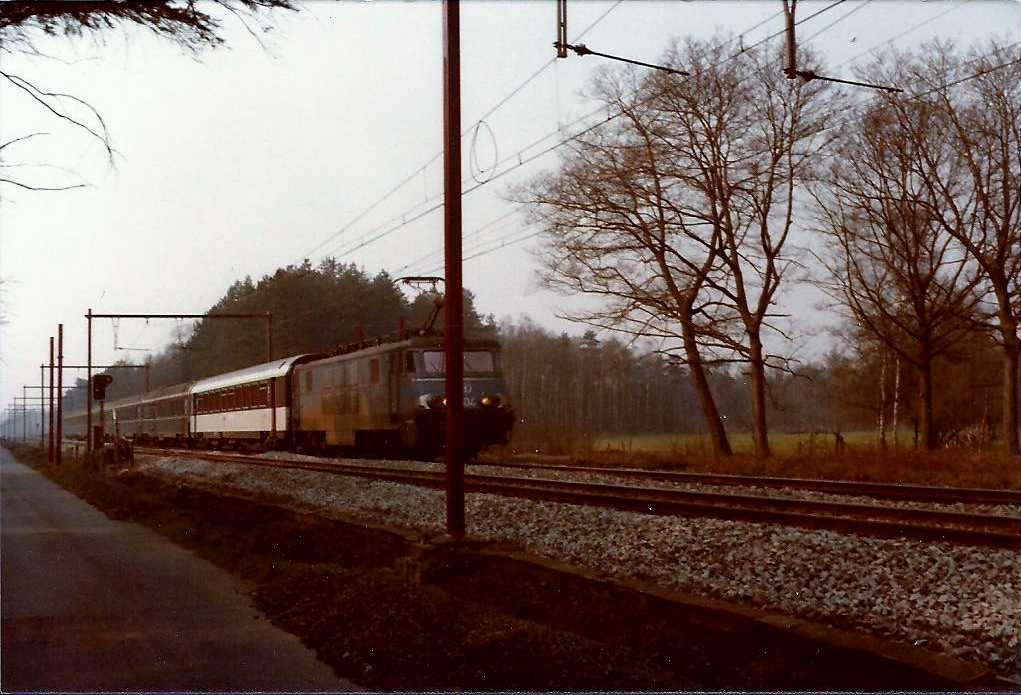
一列由比利时15型电力机车牵引的北方之星号行驶于阿姆斯特丹附近（1979年）

北方之星号的客运量始终维持着高程載率。随着全欧快车的网络逐步调整，相关铁路运营商决定将这班列车改为两舱等级的编组以满足不同的乘客需求。因此在1983年的冬季时刻表结束后，北方之星号自1984年6月1日起重新搭载二等车厢，并被纳入城际列车类别。

## 欧城列车

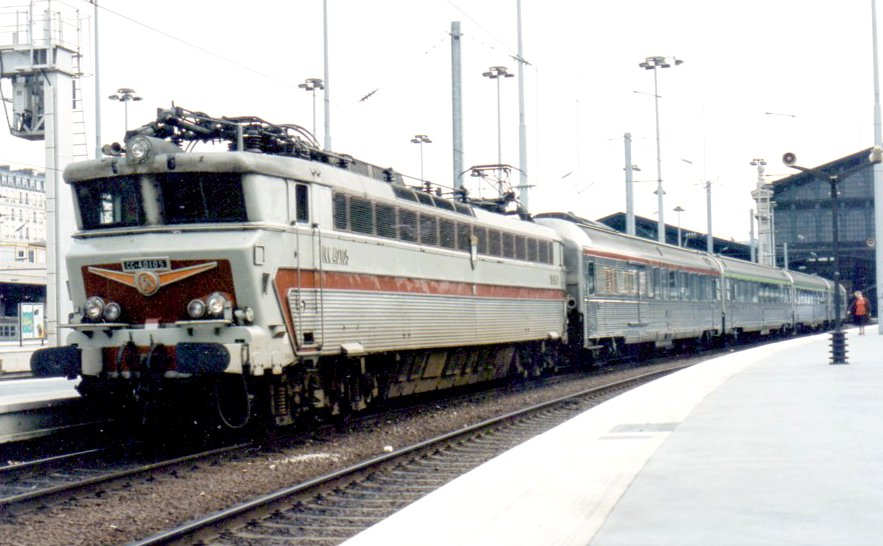
一列由CC 40100型电力机车牵引的北方之星号停靠在巴黎北站（1995年）

重新搭载了二等车厢的北方之星号其运营线路大致维持不变。1987年，列车再次改变列车类别，被纳入新引入的欧城列车的网络。北方之星一直维持欧城列车运营直至1996年6月2日，当大力士高速列车在这条线路中投入服务后，北方之星正式宣告停运。

## 脚註
1. ↑  Stöckl 1967，第42頁.
2. ↑  Perret 1986，第30頁.
3. ↑  Biedenkopf 1981，第123頁.
4. ↑  Perret 1986，第64頁.
5. ↑  Perret 1986，第66頁.
6. 1 2  Franzke & Hajt 2007，第99頁.
7. ↑  Werbeamt der DB 1971，第13頁.
8. ↑  Cook 1984，第64頁.
9. ↑  Cook 1987，第472-475頁.
10. ↑  Cook 1996，第3頁.